# Anne Boyer
Anne Boyer (Topeka, 26 de julho de 1973) é uma escritora, poetisa e ensaísta estadunidense. Ela é autora de obras como The Romance of Happy Workers (2008), The 2000s (2009), My Common Heart (2011), Garments Against Women (2015), The Handbook of Disappointed Fate (2018), e The Undying: Pain, Vulnerability, Mortality, Medicine, Art, Time, Dreams, Data, Exhaustion, Cancer, and Care (2019).
Em 2016, atuou como blogueira de destaque na Poetry Foundation, onde escreveu uma série contínua de publicações sobre seu diagnóstico e tratamento para uma forma altamente agressiva de câncer de mama, bem como sobre a vida e a quase morte de poetas. Seus ensaios sobre doenças foram publicados em Guernica, The New Inquiry, Fullstop e outros. Boyer leciona na Universidade de St. Andrews, na Escócia.
Suas poesias, ensaios e livros foram traduzidos para vários idiomas, incluindo islandês, espanhol, chinês, francês, húngaro, persa e sueco. Com Guillermo Parra e Cassandra Gillig, ela traduziu o trabalho dos poetas venezuelanos do século XX, como Victor Valera Mora, Miguel James e Miyó Vestrini.
No ano de 2020, Boyer recebeu o Prêmio Pulitzer de Não Ficção Geral por seu livro The Undying: Pain, Vulnerability, Mortality, Medicine, Art, Time, Dreams, Data, Exhaustion, Cancer, and Care.

## Biografia

### Primeiros anos e formação acadêmica
Anne Boyer nasceu em Topeka, capital do estado do Kansas, em 1973, e cresceu em Salina, outra cidade no interior do Kansas, onde foi estudou em escolas públicas. Obteve bacharelado em literatura inglesa pela Universidade Estadual do Kansas em 1996 e um grau terminal em poesia pela Universidade Estadual de Wichita em 1997.

### Carreira
Desde 2023 atua como professora na Universidade de St. Andrews, na Escócia, tendo trabalhado anteriormente tendo lecionado anteriormente no Kansas City Art Institute entre os anos de 2007 e 2023 e na Universidade Drake entre 2005 e 2007 e no biênio 2018-2019, foi bolsista Judith E. Wilson em Poesia na Universidade de Cambridge, na Inglaterra e em 2023, foi escritora residente Louis D. Rubin Jr. na Universidade de Hollins.
Seu diagnóstico e tratamento de câncer de mama tornaram-se o tema de seu trabalho atual, examinando a interseção entre classe social e assistência médica.
Boyer é a vencedora do Prêmio Cy Twombly de Poesia de 2018 da Fundação para arte contemporânea, e seu livro Garments Against Women ganhou o Prêmio Firecracker da Community of Literary Magazines and Presses de 2016 na categoria poesia. Também foi nomeada como A Melhor Escritora de Kansas City pelo The Pitch. Em 2018, ela também ganhou o Prêmio Whiting de Não Ficção/Poesia.
Em março de 2020, Boyer recebeu o Prêmio de Literatura Windham-Campbell.
Demitiu do seu papel como editora de poesia da The New York Times Magazine em novembro de 2023, em protesto contra a cobertura do jornal sobre a Guerra Israel-Hamas em 2023. Em sua carta de renúncia, ela escreveu que "a guerra apoiada pelos EUA contra o povo de Gaza não é uma guerra para ninguém" e que ela "não escreverá sobre poesia em meio aos tons 'razoáveis' daqueles que visam nos aclimatar a esse sofrimento irracional. Chega de eufemismos macabros. Chega de paisagens infernais verbalmente higienizadas. Chega de mentiras belicistas".

## Recepção da crítica

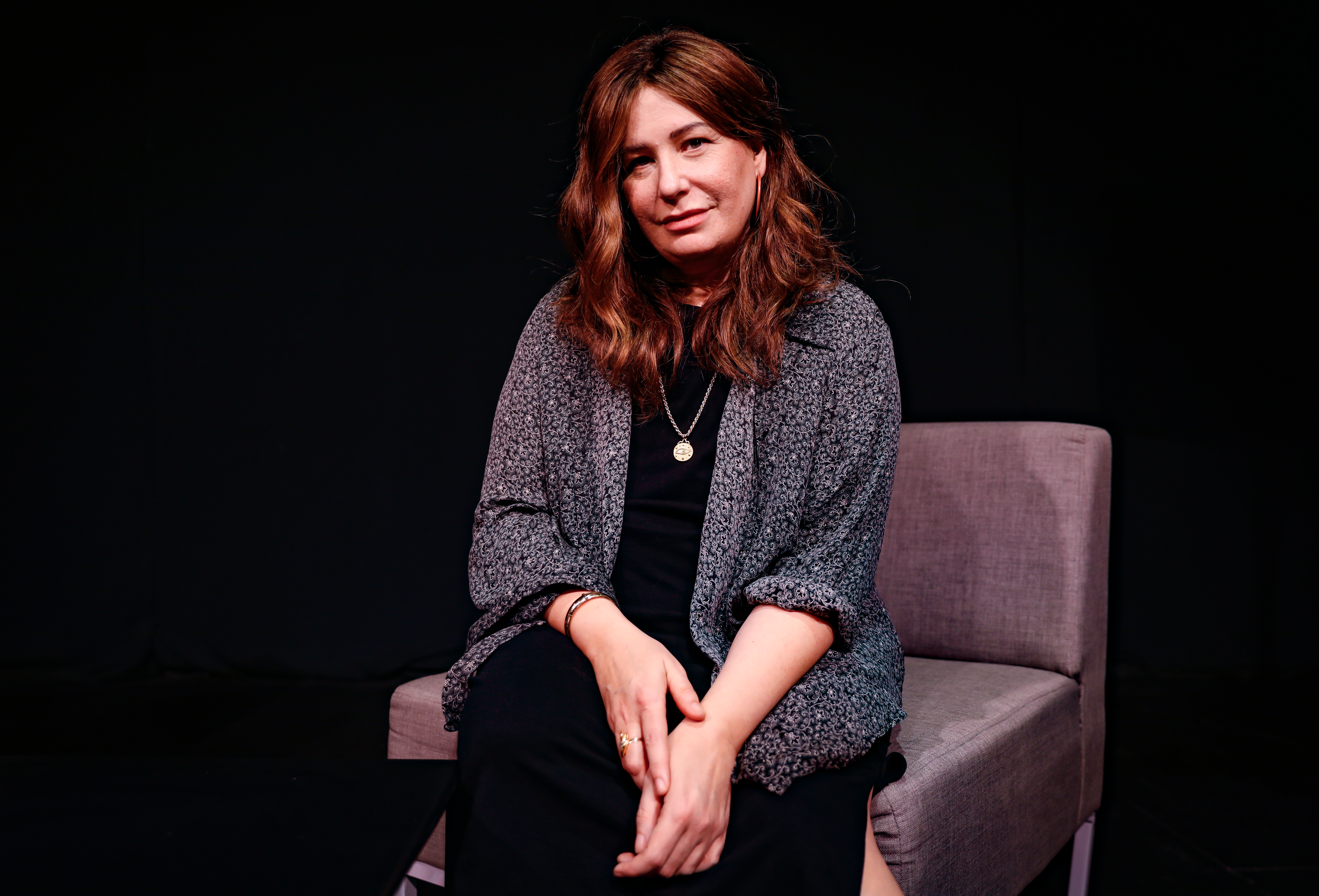
Anne Boyer na Argentina em 2023.

O livro de Boyer de 2015, Garments Against Women, passou seis meses no topo da lista de mais vendidos da Small Press Distribution na categoria de poesia. O jornal de The New York Times o chamou de "um livro triste, bonito e apaixonado que registra a economia política da vida e da própria literatura". O poeta Chris Stroffolino, escreveu para a revista The Rumpus, e descreveu-o como "alargar os limites da poesia e da memória". Na Publishers Weekly foi descrito como um livro que "enfrenta os problemas materiais e filosóficos da escrita - e, por extensão, da vida - no mundo contemporâneo". Boyer tenta abandonar a literatura nos mesmos momentos em que a forma, recorrendo a fontes tão diversas quanto Jean-Jacques Rousseau, os atos de costura e produção de roupas e um livro sobre felicidade que ela encontra em um brechó. Seu livro, então, torna-se repleto de outros livros, imaginados e resistidos."
The Undying: Pain, Vulnerability, Mortality, Medicine, Art, Time, Dreams, Data, Exhaustion, Cancer, and Care empatou como vencedor do Prêmio Pulitzer de Não Ficção Geral de 2020.

## Trabalhos
- Good Apocalypse, de Anne Boyer. Effing Press, 2006.
- Selected Dreams with a Note on Phrenology. Dusie, 2007.
- The Romance of Happy Workers. Minneapolis, Minnesota: Coffee House Press, 2008. ISBN 9781566892148
- Art is War. Lawrence, Kansas: Mitzvah Chaps, 2008.
- The 2000s: A History of the Future in Advance of Itself. 2009.
- My Common Heart. Spooky Girlfriend Press, 2011.
- A Form of Sabotage. 2013.
- Garments Against Women. Boise, Idaho: Ahsahta Press, 2015. ISBN 9781934103593
- A Handbook of Disappointed Fate. Brooklyn, Nova Iorque: Ugly Duckling Presse, 2018. ISBN 9781937027926
- The Undying: Pain, Vulnerability, Mortality, Medicine, Art, Time, Dreams, Data, Exhaustion, Cancer, and Care. Nova Iorque, Nova Iorque: Farrar, Straus and Giroux, 2019. ISBN 9780374279349